# Wolfgang-Charles de Gingins

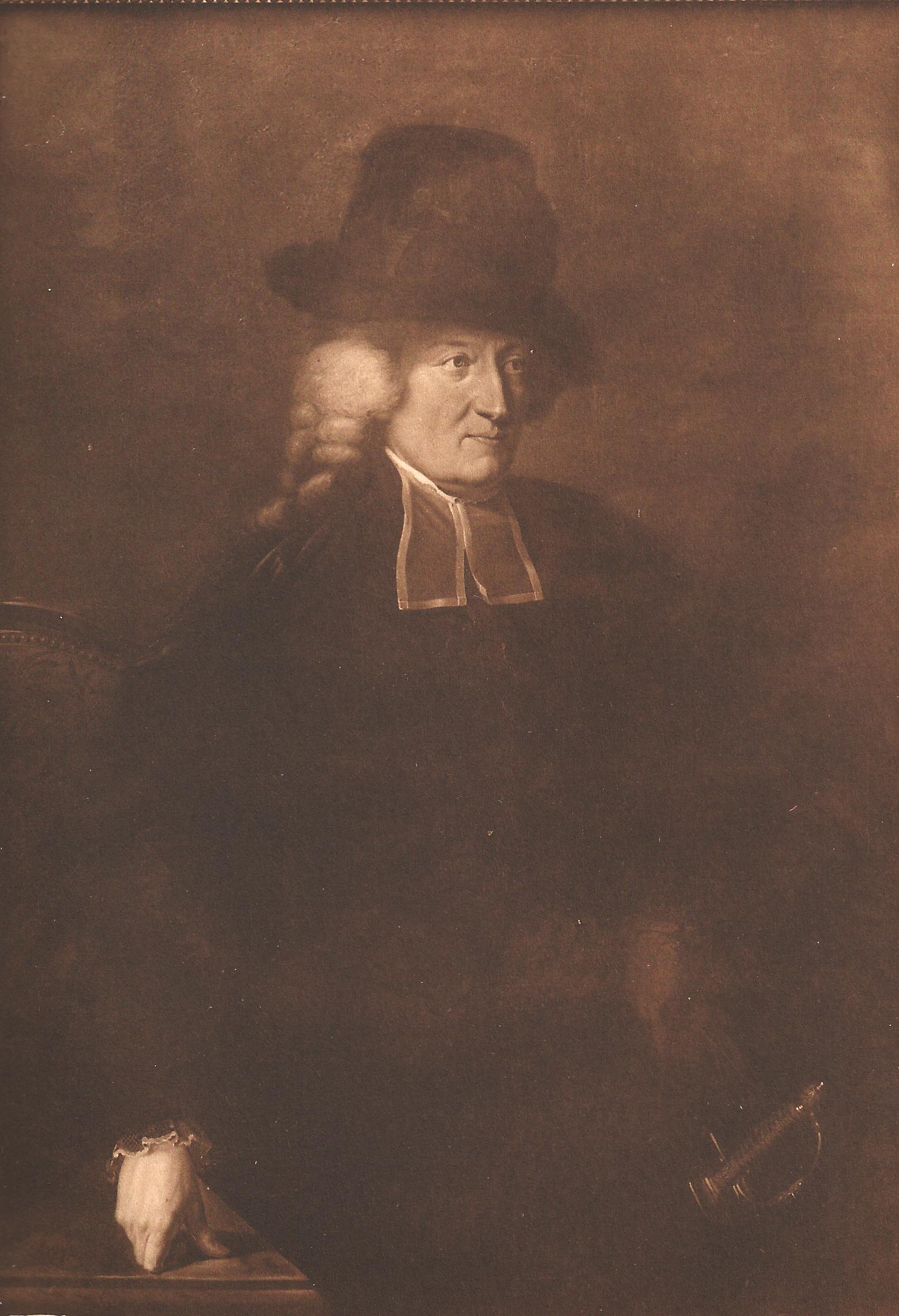
Wolfgang de Gingins (1792).

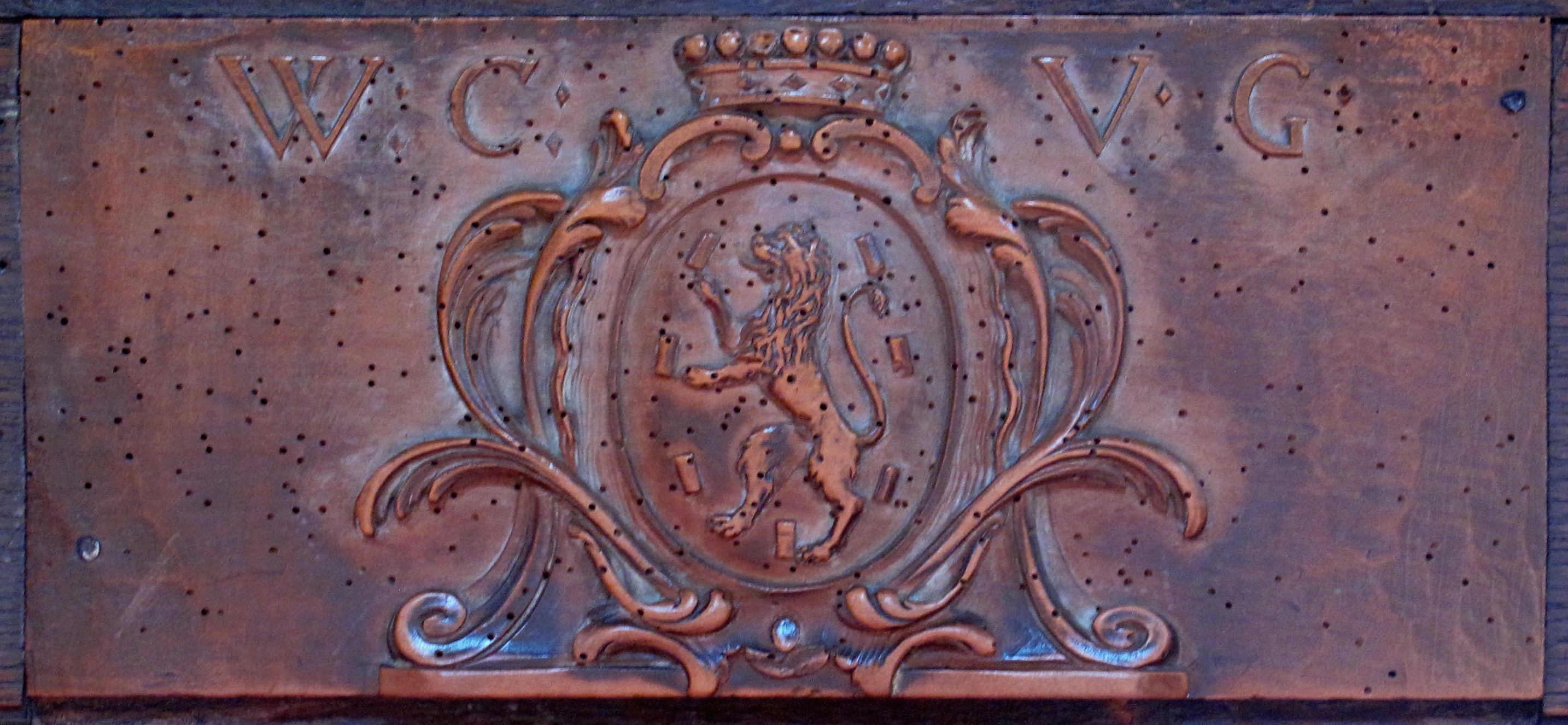
Berner Münster, Kirchenortschild Wolfgang Charles von Gingins (um 1780).

Wolfgang-Charles de Gingins (* 25. Januar 1728 in La Sarraz; † 13. März 1811 in Bern) war ein Schweizer Offizier und Welschseckelmeister.

## Leben
Wolfgang-Charles de Gingins war der Sohn des Joseph-Salomon de Gingins und der von Marie von Mülinen (Enkel des Wolfgang von Mülinen und der Anna Manuel). Die Gingins waren ein Adelsgeschlecht der Waadt, welches bereits 1523 ins bernische Burgerrecht eintrat. Er erbte vom Vater die waadtländischen Herrschaften Chevilly, Orny und Moiry und heiratete 1761 Elisabeth Tillier. Er diente als Offizier in französischen Diensten. 1764 gelangte er in den Grossen Rat, 1766 war er Major der bernischen Milizen und 1769 wurde er Landvogt zu Trachselwald. 1780 wurde er in den Kleinen Rat gewählt. Von 1795 bis zum Ende der Stadt und Republik Bern bekleidete er das Amt des Welschseckelmeisters.